# Eisenbahndirektion Kattowitz

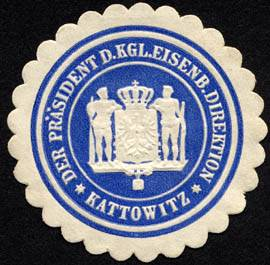
Siegelmarke des Präsidenten der Königlichen Eisenbahn-Direction Kattowitz

Die Eisenbahndirektion Kattowitz war eine Eisenbahndirektion der  Preußischen Staatseisenbahnen in Kattowitz.

## Geschichte
Die Eisenbahndirektion Kattowitz war eine von 10 neu gegründeten Eisenbahndirektionen, die 1895 im Rahmen einer Umorganisation der preußischen Staatsbahn neu eingerichtet wurden. Gründungspräsident war Max Roepell. 1898 wechselte er von dort zur Eisenbahndirektion Posen.
Nachdem Teile von Oberschlesien – wozu auch Kattowitz zählte – in der Folge des Ersten Weltkriegs 1922 von Deutschland an Polen abgetreten werden mussten, wurde die deutsche Eisenbahndirektion Kattowitz aufgelöst. Für die von ihr zuvor betreuten Strecken, die in Deutschland verblieben waren, wurde die Reichsbahndirektion Oppeln neu gegründet. Zur Abwicklung der verbleibenden Angelegenheiten der aufgelösten deutschen EBD Kattowitz wurde bei der Reichsbahndirektion Oppeln eine „Hauptabwicklungsstelle“ gegründet, die eine Außenstelle in Kattowitz unterhielt und organisatorisch wie eine Abteilung der Direktion Oppeln arbeitete.
Die Polnische Staatsbahn gründete für den Teil der Strecken, die nun in Polen zu liegen gekommen waren, eine eigene Eisenbahndirektion in Kattowitz.

## Präsidenten
- Max Roepell: von der Einrichtung 1895 bis September 1898
- Hermann Graaf: von 1898 bis September 1902, anschließend Präsident der Eisenbahndirektion Magdeburg
- Ernst Haapengier: von 1902 bis 1907
- Franz Dorner: von 1907 bis 1909, anschließend Direktor der Bauabteilung im Ministerium der öffentlichen Arbeiten
- Richard Sarre: 1910/11, anschließend Präsident des Königlichen Eisenbahn-Zentralamtes
- Steinbiß: von 1912 bis 1919
- Wilhelm Schumacher: von 1919 bis zur Auflösung im Juni 1922, anschließend Präsident der Eisenbahndirektion Münster